# 石岩市场站
石岩市場站（：／ Seokbawi sijang yeok */?）是仁川地鐵2號線沿線的一座地下車站，位於韓國仁川廣域市彌鄒忽區朱安洞。

## 車站結構
站體為2面2線側式月台的地下車站，候車月台設有月台幕門，並有2處出口。

### 月台配置
| 市民公園 ↑ |
| \| 上      |
| ↓ 仁川市廳 |

| 月台 | 路線               | 目的地                                 |
| ---- | ------------------ | -------------------------------------- |
| 上行 | ●仁川都市铁道2号线 | 朱安、石南、西區廳、黔岩、黔丹梧柳方向 |
| 下行 | ●仁川都市铁道2号线 | 南洞區廳、仁川大公園、雲宴方向         |

## 歷史
- 2016年7月30日：落成啟用[1]。

## 車站周邊
- 石岩市場
- 石岩公園
- 仁川高校
- 南仁川郵局
- 朱安圖書館

## 圖片

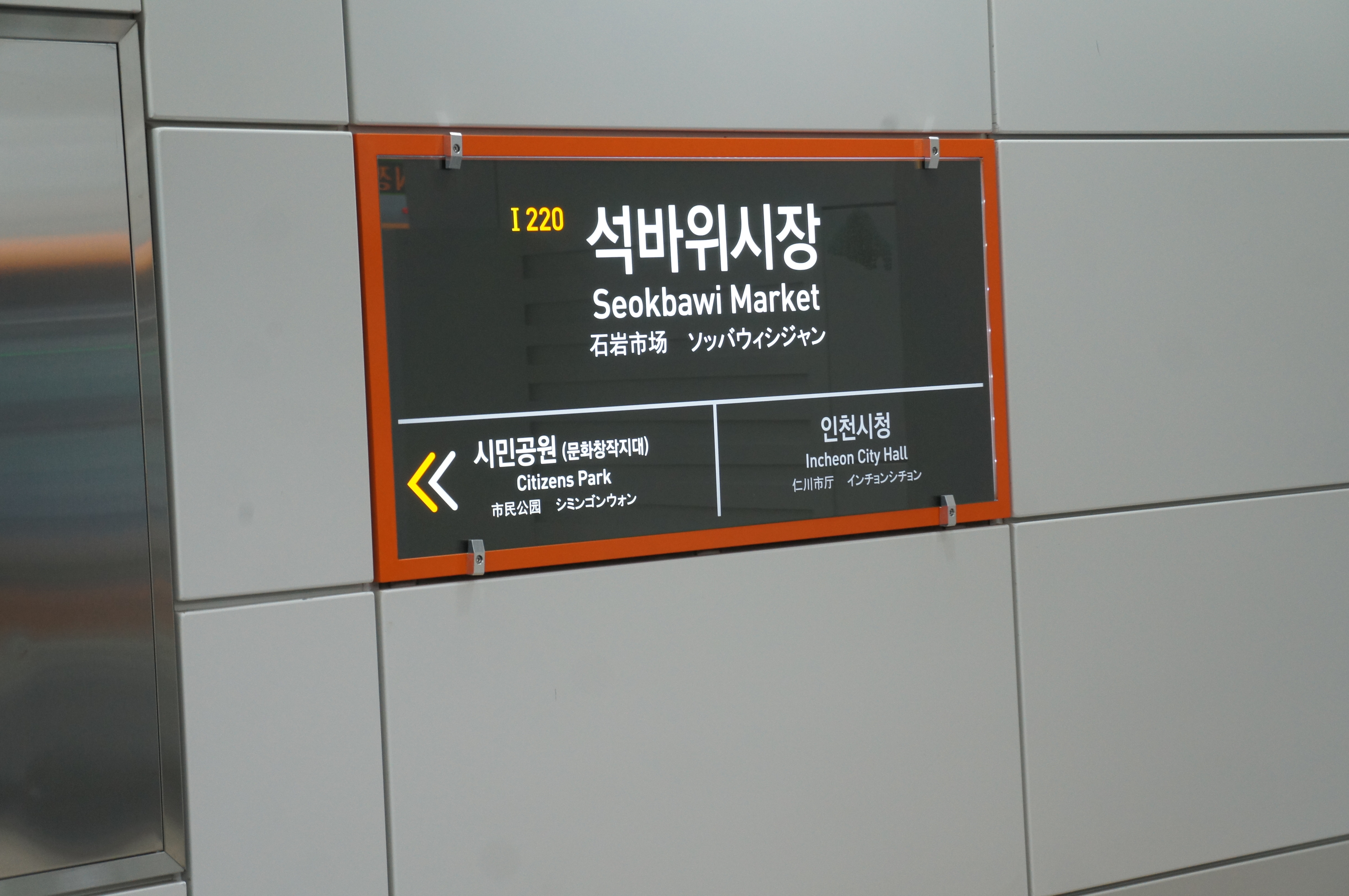
站名牌
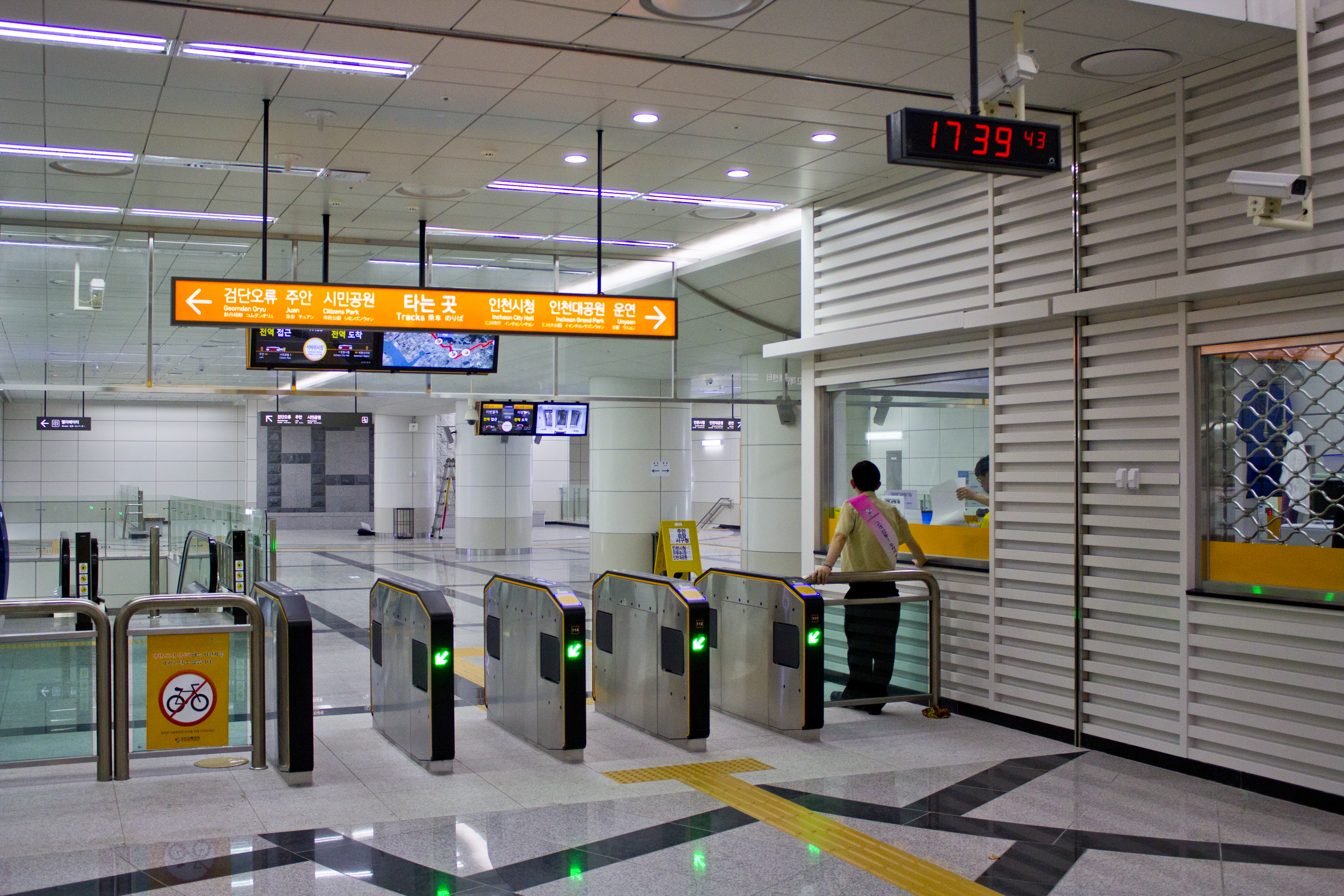
剪票閘口
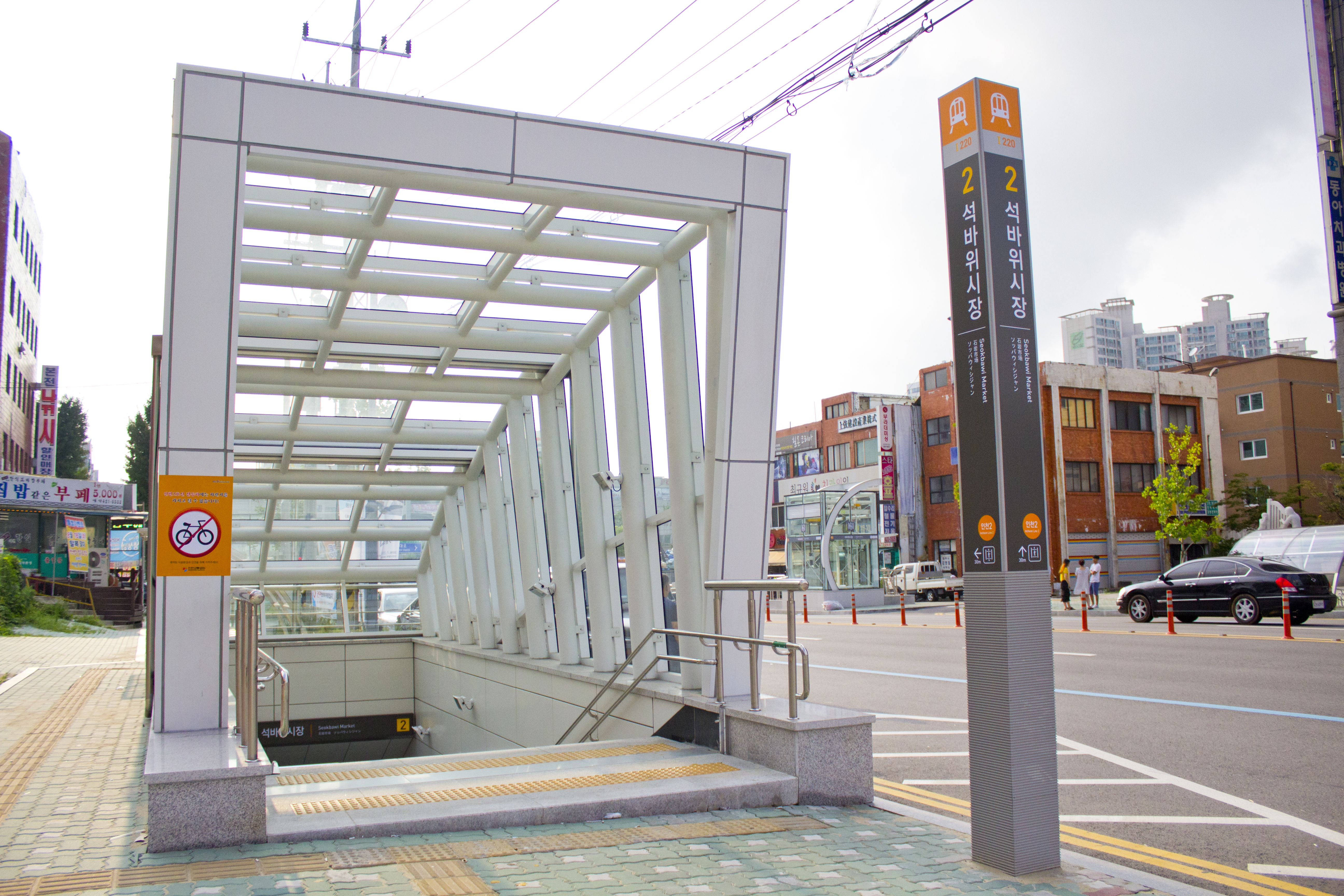
2號出口

## 相鄰車站
仁川交通公社
●仁川都市铁道2号线
市民公園（I219）－石岩市場（I220）－仁川市廳（I221）